# 5768 (ano hebraico)
5768 (hebraico: ה'תשס"ח) foi um ano hebraico correspondente ao período após o pôr do sol de 12 de setembro de 2007 até ao pôr do sol de 29 de setembro de 2008 do calendário gregoriano.
| Mês judaico | Calendário gregoriano                                                                  |
| ----------- | -------------------------------------------------------------------------------------- |
| Tishrei     | após o pôr do sol de 12 de setembro de 2007 até ao pôr do sol de 12 de outubro de 2007 |
| Cheshvan    | após o pôr do sol de 12 de outubro de 2007 até ao pôr do sol de 10 de novembro de 2007 |
| Kislev      | após o pôr do sol de 10 de novembro de 2007 até ao pôr do sol de 9 de dezembro de 2007 |
| Tevet       | após o pôr do sol de 9 de dezembro de 2007 até ao pôr do sol de 7 de janeiro de 2008   |
| Shevat      | após o pôr do sol de 7 de janeiro de 2008 até ao pôr do sol de 6 de fevereiro de 2006  |
| Adar I      | após o pôr do sol de 6 de fevereiro de 2008 até ao pôr do sol de 7 de março de 2008    |
| Adar II     | após o pôr do sol de 7 de março de 2008 até ao pôr do sol de 5 de abril de 2008        |
| Nissan      | após o pôr do sol de 5 de abril de 2008 até ao pôr do sol de 5 de maio de 2008         |
| Iyyar       | após o pôr do sol de 5 de maio de 2008 até ao pôr do sol de 3 de junho de 2008         |
| Sivan       | após o pôr do sol de 3 de junho de 2008 até ao pôr do sol de 3 de julho de 2008        |
| Tammuz      | após o pôr do sol de 3 de julho de 2008 até ao pôr do sol de 1º de agosto de 2008      |
| Av          | após o pôr do sol de 1º de agosto de 2008 até ao pôr do sol de 31 de agosto de 2008    |
| Elul        | após o pôr do sol de 31 de agosto de 2008 até ao pôr do sol de 29 de setembro de 2008  |

## Dados sobre 5768
- Ano embolístico incompleto (chaserah): 383 dias
- Cheshvan e Kislev com 29 dias
- Ciclo solar: 28º ano do 206º ciclo
- Ciclo lunar: 11º ano do 304º ciclo
- Ciclo Shmita: Ano de Shmita

## Fatos históricos
- 1938º ano da destruição do Segundo Templo
- 60º ano do estabelecimento do Estado de Israel
- 41º ano da libertação de Jerusalém